# Гизо III
Гизо III (на немски: Giso III) от род Гизони, е гау-граф на Среден Лан в Северен Хесен.

## Биография
Гизо III наследява граф Гизо II, който е негов баща или брат. Той вероятно е женен за графиня Матилда († 1110) и е баща на Гизо IV (1070 – 1122).